# Cumengeit
Cumengeit (gelegentlich auch Cumengit; IMA-Symbol Cge) ist ein sehr selten vorkommendes Mineral aus der Mineralklasse der „Halogenide“ mit der chemischen Zusammensetzung Pb21Cu20Cl42(OH)40·6H2O und damit chemisch gesehen ein Blei-Kupfer-Hydroxyhalogenid.
Cumengeit kristallisiert im tetragonalen Kristallsystem, entwickelt aber nur selten isolierte Kristalle von bis zu acht Zentimeter Größe mit pseudo-oktaedrischem oder pseudo-kubooktaedrischem Habitus. Typischerweise findet er sich in Form von orientierten Überwachsungen (Epitaxien) auf den Würfelflächen von Boleit und Pseudoboleit oder in Kristallgruppen, die Zwillingsbildungen imitieren. Das Mineral ist durchscheinend mit einem glasähnlichen Glanz auf den Oberflächen und ähnlich wie Boleit von indigoblauer Farbe.

## Etymologie und Geschichte
Erstmals entdeckt wurde das Mineral durch Edouard Cumenge, einem französischen Mineralogen und Bergbau-Ingenieur. Cumenge war zur Zeit der Entdeckung Direktor der französischen Bergbaugesellschaft, die die „Amelia-Mine“ bei Santa Rosalía (Municipio Mulegé) im mexikanischen Bundesstaat Baja California Sur betrieb. Er schickte 1890 einige Proben mit blauen Kristallen eines vor Ort als unbekannt eingestuften Minerals an seinen früheren Professor François Ernest Mallard. Dieser erkannte, dass es sich tatsächlich um eine neue Mineralart handelte und gab dieser zu Ehren seines Entdeckers den Namen Cumengeit, allerdings in der Schreibweise Cumengéit.
Seit 2008 ist diese Schreibweise diskreditiert, da sich der Namensgeber ohne Akut über dem ‚e‘ schreibt und es sich daher um ein überflüssiges diakritisches Zeichen handelt.
Das Typmaterial des Minerals wird im Muséum national d’histoire naturelle (MHN-Paris) in Paris unter den Sammlungs-Nummern 93.252 und 95.98 sowie in der École nationale supérieure des mines de Saint-Étienne (kurz Ecole des Mines-Saint-Etienne; Sammlungsnummer unbekannt) aufbewahrt.

## Klassifikation
Bereits in der veralteten 8. Auflage der Mineralsystematik nach Strunz gehörte der Cumengeit zur Mineralklasse der „Halogenide“ und dort zur Abteilung der „Oxidhalogenide“, wo er zusammen mit Boleit, Chloroxiphit, Diaboleit, Hämatophanit, Pseudoboleit und den inzwischen als Gemenge diskreditierten Percylith die „Boleit-Diaboleit-Haematophanit-Gruppe“ mit der System-Nr. III/C.04 bildete.
Im zuletzt 2018 überarbeiteten und aktualisierten Lapis-Mineralienverzeichnis nach Stefan Weiß, das sich aus Rücksicht auf private Sammler und institutionelle Sammlungen noch nach dieser alten Form der Systematik von Karl Hugo Strunz richtet, erhielt das Mineral die System- und Mineral-Nr. III/D.12-40. In der „Lapis-Systematik“ entspricht dies der ebenfalls der Abteilung „Oxidhalogenide“, wo Cumengeit zusammen mit Bideauxit, Boleit, Chloroxiphit, Diaboleit, Hämatophanit, Pseudoboleit, Siidrait und Yedlinit eine eigenständige, aber unbenannte Gruppe bildet.
Die von der International Mineralogical Association (IMA) zuletzt 2009 aktualisierte 9. Auflage der Strunz’schen Mineralsystematik ordnet den Cumengeit in die erweiterte Abteilung der „Oxihalogenide, Hydroxyhalogenide und verwandte Doppel-Halogenide“ ein. Diese ist allerdings weiter unterteilt nach den in der Verbindung vorherrschenden Metallen, so dass das Mineral entsprechend seiner Zusammensetzung in der Unterabteilung „Mit Pb, Cu usw.“ zu finden ist, wo es als einziges Mitglied die unbenannte Gruppe 3.DB.20 bildet.
Auch die vorwiegend im englischen Sprachraum gebräuchliche Systematik der Minerale nach Dana ordnet den Cumengeit in die Klasse der „Halogenide“ und dort in die Abteilung der „Oxihalogenide und Hydroxyhalogenide“ ein. Hier ist er als einziges Mitglied in der unbenannten Gruppe 10.06.07 innerhalb der Unterabteilung „Oxihalogenide und Hydroxyhalogenide mit der Formel AmBn(O,OH)pXq“ zu finden.

## Kristallstruktur
Cumengeit kristallisiert in der tetragonalen Raumgruppe I4/mmm (Raumgruppen-Nr. 139) mit den Gitterparametern a = 15,06 Å und c = 24,44 Å sowie zwei Formeleinheiten pro Elementarzelle.

## Bildung und Fundorte
Cumengeit bildet sich als typisches Sekundärmineral in der Oxidationszone von Blei-Kupfer-Lagerstätten. Nur selten finden sich einzelne Kristalle mit pseudo-oktaedrischem oder pseudokubo-oktaedrischem Aussehen. Sehr viel häufiger entstehen orientierte Verwachsungen (Epitaxie) von würfeligem Boleit oder Pseudoboleit und pyramidalem Cumengeit. Die „Amelia Mine“ bei Santa Rosalía in Mexiko stellt in dem Zusammenhang die Typlokalität dieser drei Minerale dar, wo bisher auch die größten Kristalle mit einem Durchmesser von etwa 3,5 cm gefunden wurden.
Begleitminerale sind neben den bereits genannten Verwachsungspartnern unter anderem noch Atacamit, Anglesit, Cerussit, Gips und Phosgenit.
Neben seiner Typlokalität konnte das Mineral weltweit noch an folgenden, insgesamt 36 Fundorten (Stand: 2009) nachgewiesen werden, nämlich Broken Hill, Clarendon (South Australia), Penguin (Tasmanien) und Ashburton Downs/Pilbara (Shire of Ashburton) in Australien; bei Goslar und Lautenthal (Niedersachsen) sowie im Kohlebergbaugebiet von Essen (Nordrhein-Westfalen) in Deutschland; bei Laurion in Griechenland; am Vesuv, bei Varenna, Villaputzu und in der Provinz Livorno in Italien; bei Nandraž/Revúca (Okres) in der Slowakei; bei Vegadeo in Spanien; an mehreren Orten der britannischen Regionen England und Wales; am Painted Rock im Carrizo Plain National Monument von Arizona (USA).